# John H. Richter
John H. Richter (geboren als Hans Richter-Altschäffer 23. Juni 1901 in Mödling, Österreich-Ungarn; gestorben 21. September 1976 in McLean (Virginia)) war ein austroamerikanischer Agrarökonom.

## Leben
Hans Richter-Altschäffer war ein Sohn des Wiener Kaufmanns Johann Richter und der Lucie Altschäffer. Er besuchte in Wien die Volksschule, einige Jahre ein Reform-Real-Gymnasium und eine zweijährige Handelsschule. Ab 1917 arbeitete er als kaufmännischer Angestellter in verschiedenen Unternehmen. Ab 1925 war er Assistent für landwirtschaftliche Fragen an der Botschaft der Vereinigten Staaten in Wien. Er wechselte dann in derselben Funktion an die Botschaft der Vereinigten Staaten in Berlin und war auch zeitweise in Belgrad eingesetzt. In Berlin fand er Kontakt zu Arthur Hanau und Naum Jasny vom Institut für landwirtschaftliche Marktforschung der Landwirtschaftlichen Hochschule Berlin und veröffentlichte zwei Lehrbücher zur Anwendung der Korrelationsrechnung in der Ökonomie. 1933 legte er eine Externenprüfung für die Zulassung zum Studium in Preußen ab und studierte Nationalökonomie an der Berliner Universität. 1936 wurde er mit einer Dissertation über öffentliche Investitionen bei Constantin von Dietze und Müller promoviert. Weil seine Frau jüdischer Herkunft war, musste Richter-Altschäffer 1938 nach dem Anschluss Österreichs das nationalsozialistische Deutschland verlassen.
Richter-Altschäffer floh nach England und zog 1940 in die USA. Er erhielt die amerikanische Staatsbürgerschaft, wurde Beamter im Office of Foreign Agricultural Relations (OFAR) und dessen Nachfolgeorganisation Foreign Agricultural Service und Abteilungsleiter des European Analysis Branch. Nach Kriegsende wurde er für zwei Jahre als Wirtschaftsberater des US-Hochkommissars für Österreich Mark W. Clark in Europa eingesetzt. Richter vertrat in den 1950er Jahren die USA in Gremien des Marshallplans, der OEEC, OECD und GATT. 1962 quittierte er den Staatsdienst und arbeitete in den Folgejahren für die International Federation of Agricultural Producers (IFAP). Er war Herausgeber der Zeitschrift World Agriculture.

## Schriften (Auswahl)

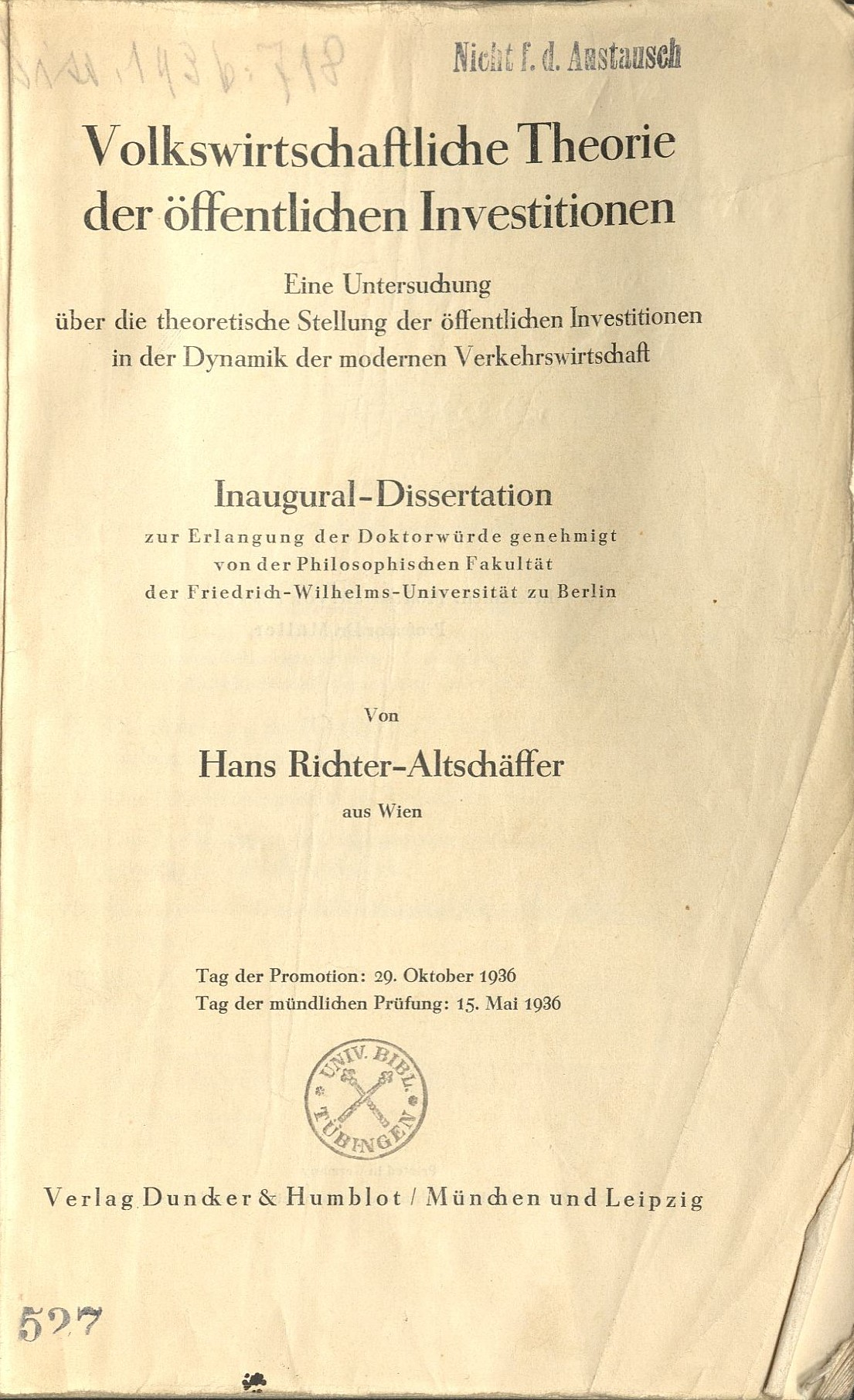
Dissertation (1936)

- Hans Richter-Altschäffer: Einführung in die Korrelationsrechnung : eine Darstellung der Grundlagen rationaler Schätzungen, Analysen und Vorhersagen für Wirtschaftstheorie und Wirtschaftspraxis. Berlin: Institut für Landwirtschaftliche Marktforschung, 1931
- Hans Richter-Altschäffer: Theorie und Technik der Korrelationsanalyse. Berlin: Institut für Landwirtschaftliche Marktforschung, 1932
- Hans Richter-Altschäffer: Volkswirtschaftliche Theorie der öffentlichen Investitionen : eine Untersuchung über die theoretische Stellung der öffentlichen Investitionen in der Dynamik der modernen Verkehrswirtschaft. München: Duncker & Humblot, 1936 Zugl. Berlin, Univ., Diss., 1936
- Agricultural Production and Trade Proposals for an International Policy. New York, 1964
- Egbert de Vries; J. H. Richter-Altschaffer: World food crisis and agricultural trade problems. Beverly Hills, Calif.: SAGE, 1974